# 岸和田館
岸和田館（きしわだかん）は、かつて存在した日本の映画館である。1913年（大正2年）1月、大阪府泉南郡岸和田町堺町（現在の同府岸和田市堺町）に開館した。第二次世界大戦後はいち早く復興し、多くの日本映画・輸入映画（洋画）を上映した。1970年（昭和45年）に閉館した。同市内最古の映画館であった。

## 沿革
- 1913年1月 - 開館[1][10]
- 1970年 - 閉館[17][18]

## データ
- 所在地 : 大阪府岸和田市堺町1919番地1号[3][4][7][8][9][11][12][13][14][15][16]
  - かつての同府泉南郡岸和田町堺町、現在の同府同市堺町2番地15号[19]、跡地に分譲マンション「パークホームズ岸和田」立体駐車場[20][21]

北緯34度27分41秒 東経135度22分18秒 / 北緯34.46139度 東経135.37167度
- 経営 : 
  1. 山口藤次郎・吉田常三郎 （1920年代[3][4] - 1960年[7][8][9][11][12]）
  2. 山口藤作・吉田常三郎 （1960年[13] - 1962年[14][15]）
  3. 山常興行 （1963年[16] - 1970年）
- 支配人 : 
  1. 吉田常三郎 （1920年代[3][4] - 1962年[14]）
  2. 内藤禎一 （1962年[15] - 1970年[16][17]）
- 構造 : 木造二階建[9][11][12][13][14][15][16]
- 観客定員数 : 375名（1926年[3] - 1929年[4]） ⇒ 357名（1930年[5]） ⇒ 358名（1941年[7][8] - 1955年[11]） ⇒ 430名（1956年 - 1964年[13][14][15][16]） ⇒ 380名（1967年）

## 概要

### 岸和田初の常設映画館
1913年（大正2年）1月、大阪府泉南郡岸和田町堺町（のちの同府同市堺町1919番地1号、現在の堺町2番地15号）に開館した。1915年（大正4年）12月発行の『キネマ・レコード』には、同館の館名が掲載されている。戦後の資料である『映画年鑑 1955 別冊 全国映画館総覧』には、1921年（大正10年）設立との記述があるが、同時代資料によれば上記の通りである。1922年（大正11年）11月1日、岸和田町は市制を施行して岸和田市になった。1925年（大正14年）に発行された『日本映画年鑑 大正十三・四年』には同館について掲載がなく、当時の同市内の映画館として、ユニヴァーサル日本支社（現在のユニバーサル・ピクチャーズ）の映画を上映した電気館（のちの岸和田電気館、北町）、帝国キネマ演芸・東亜キネマの映画を上映した吉野倶楽部（下野町）の2館のみが挙げられている。同館の立地した堺町は、岸和田城や市役所の北側、紀州街道の東側に位置し、鉄道開通や紡績工場の興る以前から発展していた地区であった。
1927年（昭和2年）に発行された『日本映画事業総覧 昭和二年版』によれば、当時の同館の経営は山口藤次郎（1879年 - 没年不詳）の個人経営、支配人は吉田常三郎、観客定員数は375名、興行系統は日活であり、当時の同館で上映された代表作として、前年1926年（大正15年）2月15日に第一篇が封切られた連続剣戟映画『修羅八荒』（原作行友李風、監督高橋寿康、主演河部五郎）が挙げられている。山口藤次郎は、大阪市北区西堀川町（現在の同市同区西天満5丁目付近）出身の人物である。当時の同市内の映画館は、同館やマキノ・プロダクション作品を上映した電気館（経営・西田源次郎）、帝国キネマ演芸作品を上映した吉野倶楽部（経営・奥佐太郎）のほか、春木川沿いにあった岸和田紡績（現在のユニチカ）社員住宅の敷地内にあって松竹キネマ作品を上映した泉座（支配人・溝畑久四郎）、欄干橋南側の魚屋町にあった朝日座（旭座とも、経営・室田徳松のちに古南米蔵）の合計5館が存在した。1930年（昭和5年）には泉南郡春木町（現在の同市春木泉町）に春陽館、1935年（昭和10年）1月には同市内北町に山村劇場（のちの岸和田東映劇場）、1939年（昭和14年）2月には同市内本町に東宝映画直営の岸和田東宝映画劇場が開館している。
1942年（昭和17年）には第二次世界大戦による戦時統制が敷かれ、日本におけるすべての映画が同年2月1日に設立された社団法人映画配給社の配給になり、すべての映画館が紅系・白系の2系統に組み入れられるが、同年発行の『映画年鑑 昭和十七年版』には、同館の興行系統については記載されていない。当時の同館の経営は引き続き山口藤次郎と吉田常三郎が行っており、観客定員数は358名であった。

### 戦後
戦後はいち早く復興しており、1950年（昭和25年）に発行された『映画年鑑 1950』には、同市内の欄に、松竹の二番館である第二電気館（のちの岸和田電気館、北町74番地、経営・岩崎治良）、東宝・大映の二番館である春陽館（春木泉町1560番地、経営・夜明藤一）、東宝の三番館と洋画を上映した山村劇場（北町74番地、経営・河合栄）、洋画系の岸和田セントラル（のちの岸和田東宝セントラル劇場、宮本町125番地、経営・山口藤次郎）、東宝の三番館でありヨーロッパ映画も上映した岸和田東宝劇場（岸和田東宝映画劇場、本町219番地、経営・映宝興行および中平邦顕）、そして同館の6館が記載されている。そのうち、岸和田セントラルは、同館を経営した山口藤次郎が、終戦直後の1945年（昭和20年）に南海電気鉄道南海本線の岸和田駅前の宮本町に新たに開館した映画館で、セントラル・モーション・ピクチュア・エクスチェンジ（CMPE）が配給するアメリカ映画を上映した映画館である。同書によれば、当時の同館の経営者として山口藤次郎のみの名が記されており、観客定員数は450名、興行系統は大映の三番館であった。
1957年（昭和32年）4月24日には、鍛治屋町の繁華街に岸和田大映（のちに移転して岸和田大劇、経営・同和興行）が開館し、大映二番館として興行を開始している。これによって、山直劇場（岡山町127番地、経営・西川輝男）、吉野倶楽部（下野町517番地、経営・山路美晴）、同年に岸和田東映劇場と改称した山村劇場を含め、同市内の映画館は合計9館の時代を迎える。しかしピークは短く、1961年（昭和36年）には山直劇場が、1962年（昭和37年）には岸和田東宝映画劇場（本町219番地1号、経営・照屋潔）、春陽館（春木泉町1560番地、経営・向井克巳）、吉野倶楽部（下野町517番地、経営・楠原エイ）の4館が閉館し、同市内の映画館は同館を含めてわずか5館に減ってしまった。1964年（昭和39年）には、岸和田大映が同館至近の大北町に移転し、鍛治屋町の元の劇場は日活直営の岸和田日活（のちの岸和田日劇、北町195番地、経営・太陽企業）になり、市内の映画館は合計6館に微増した。この時期の同館は、1920年代以来の山口藤次郎・吉田常三郎による経営体制から、1960年（昭和35年）には山口藤作・吉田常三郎に代っており、1962年には支配人が吉田常三郎から内藤禎一に代り、『映画年鑑 1964 別冊 映画便覧』からは同館の経営が「山常興行」と記されるようになっている。山口藤作は、それまで岸和田東宝セントラル劇場の支配人であった人物であり、内藤禎一は同館の閉館まで支配人を務めた人物である。興行系統は、1963年に洋画上映館に切り替わり、1960年代後半には成人映画館に切り替わっている。
1970年（昭和45年）に閉館、約60年の歴史に幕を閉じた。市内最古の映画館だった同館の閉館後は、岸和田東宝セントラル劇場（経営・山常興行）、岸和田電気館（経営・松竹関西興行）、岸和田東映劇場（経営・薩準次郎）、岸和田日活劇場（経営・太陽企業）、岸和田スカラ座および岸和田大劇（いずれも経営・同和興行）の合計6館が残った。同館を経営した山常興行（代表・山口藤作）は、岸和田東宝セントラル劇場のみに絞って経営することになったが、1975年（昭和50年）にはこれも閉館し、映画館経営から撤退した。同館の跡地はのちに「すし半岸和田店」となったが取り壊され、2009年（平成21年）4月、隣地に分譲マンション「パークホームズ岸和田」が建ち、同地は同マンションの立体駐車場となった。